# Marie Meyer
Maria Wilhelmine Adelheid „Marie“ Meyer (* 27. August 1840 in Breslau; † 16. Juli 1908 in Berlin) war eine deutsche Schauspielerin.

## Leben
Marie Meyer war die Tochter des Theaterinspektors Friedrich August Meyer und der Opernsängerin Anna Maria Absenger, die sich am Theater in Aachen kennengelernt und 1831 geheiratet hatten.  Sie war die jüngere Schwester der Sängerin Marie Luise Dustmann-Meyer und Mutter des Schriftstellers Gustav Meyrink.
Nach ersten Auftritten in Bremen, Hannover und Frankfurt am Main erhielt sie 1864
ein erstes reguläres Engagement am Wallner-Theater in Berlin. In einem Theaterlexikon von 1903 heißt es:

„Man rühmte ihre Ursprünglichkeit und kaprizöse Keckheit und bezeichnete sie als ein aufstrebendes, fesselndes Talent, dessen wohltuende Wärme und Einfachheit des Tones, sowie ergreifender und wahrer Gefühlsausdruck zu den größten Hoffnungen berechtige.“

Während ihres Engagements am Königlichen Hoftheater in Stuttgart in der Zeit zwischen November 1865 und Ende August 1868 lernte sie Karl von Varnbüler kennen, woraus sich eine Beziehung ergab. Varnbüler war zu jener Zeit Außenminister von Württemberg und de facto leitender Minister, vergleichbar einem Ministerpräsidenten. Es gelang ihm, die Beziehung zur Sängerin vor der Öffentlichkeit ebenso zu verbergen, wie die sich daraus ergebende Schwangerschaft. Meyer verließ in der Folge Stuttgart und brachte den Sohn Gustav am  19. Januar 1868 im Hotel „Zum blauen Bock“ in Wien zur Welt, wo ihre Schwester zu jener Zeit an der Hofoper engagiert war. Sie behauptete dort, um die Vaterschaft des Neugeborenen möglichst zu verschleiern, im Jahr zuvor in Stuttgart einen gewissen Karl Berg geheiratet zu haben, weshalb die Geburtsurkunde Meyrinks auf den Namen „Gustav Berg“ ausgestellt wurde.
Weitere Engagements am Hoftheater in München (1869–1880), am Stadt-Theater Hamburg (1880–1882), am Deutschen Theater in Prag (1883–1885), am Hoftheater in St. Petersburg (1885–1891) und am Lessingtheater in Berlin (1891–1892) folgten. 1902 nahm sie Abschied von der Bühne.
Marie Meyer trat in Salonstücken, aber auch in klassischen Theaterstücken (z. B. als Franziska in Minna von Barnhelm und als Katharina in Der Widerspenstigen Zähmung) auf.